# Ponta Juliana
A Ponta Juliana é uma formação geológica costeira de São Tomé e Príncipe, localizada na ilha de São Tomé, a Oeste da província de Lembá. Este acidente geológico localiza-se próxima ao Ilhéu do Coco e a Praia Còracòra.